# SuperGrafx
De SuperGrafx spelcomputer van NEC is een verbeterde versie de populaire PC Engine en stond eerst bekend als de PC Engine 2. Die beweerde een echt 16-bits spelsysteem te zijn met verbeterde grafische en geluidsweergave en die pas in 1990 gepland stond te worden uitgebracht. De uiteindelijke spelcomputer werd echter tot SuperGrafx omgedoopt en werd, eerder dan verwacht, eind 1989 op de markt gebracht. Het systeem beschikte over slechts een bescheiden verbeterde grafische weergave ten opzichte van de PC Engine, de geluidsweergave was identiek aan die van de PC Engine en beschikte niet over een 16-bitsprocessor maar over dezelfde processor als de originele PC Engine.
De verbeteringen waarover de SuperGrafx ten opzichte van de PC Engine wel beschikte waren: viermaal de hoeveelheid het werkgeheugen (RAM) voor de hoofdprocessor, een tweede videochip met eigen videoRAM en een prioriteiten besturingsemechanismechip, welke de uitvoer van beide videochips op diverse manieren samenvoegde. De SuperGrafx ondersteunde twee onafhankelijk van elkaar scrollende achtergrondlagen net als de Sega Mega Drive, terwijl de PC Engine er slechts één ondersteunde.
De 8-bits processor werd zwaar belast om de extra videohardware te verwerken.
De SuperGrafx was grotendeels een mislukking die was toe te schrijven aan een gebrek aan software dat de verbeterde hardwarecapaciteiten ondersteunde. Slechts 6 softwaretitels zijn ooit uitgebracht. Er zijn geen cd-, SCD- of ACD-spellen verschenen die het potentieel van de SuperGrafx benutten. Bovendien was de software zeer prijzig, de spellen werden rond de $ 110 verkocht. De Supergrafx kon, naast de eigen SuperGrafx HuCards, nog steeds PC Engine HuCards, PC Engine CD's, Super CD's, Arcade CD's afspelen, waardoor er in totaliteit een softwarebibliotheek bestaande uit ongeveer 700 titels voor het systeem beschikbaar was.

## Power Console
De SuperGrafx beschikte over een van de meest ambitieuze accessoires die ooit voor een spelcomputersysteem zijn ontworpen: de Power Console. De Power Console voegde een stuurknuppel, gaspedaal en toetsenbord toe aan de SuperGrafx en kon over de SuperGrafx worden geschoven. Van de Power Console is enkel een prototype ontwikkeld en werd nooit officieel in productie genomen.

## Technische specificatie
- Processor: 8-bit Hudson Soft HuC6280(A), een aangepaste 65C02 met een kloksnelheid van 3,58 of 7,16 MHz (softwarematig instelbaar). Beschikt over een geïntegreerde bankswitching hardware (deze stuurt een 21-bit externe adresbus aan van een 6502-compatibele 16-bit adresbus), een geïntegreerde I/O-poort, voor algemeen gebruik, een timer, blokoverdracht instructies en dedicated bewegingsinstructies voor het communiceren met de Hudson Soft HuC6270(A) VDC.
- Videokaart: een meervoudige opstelling van grafische processoren. Eén 16-bit Hudson Soft HuC6260 Video Color Encoder (VCE), twee 16-bit Hudson Soft HuC6270(A) Video Display Controllers (VDC)en één HuC6202 Video Priority Controller voor de aansturing van de processoren. De Hudson Soft HuC6270(A) beschikt over een poortgebaseerde I/O die vergelijkbaar is met de TMS99xx VDP-familie.
- Resolutie:
  - X (horizontale) resolutie: variabel, maximaal 512 (programmeerbaar in stappen van 8 pixels)
  - Y (verticale) resolutie: variabel, maximaal 240 (programmeerbaar in stappen van 8 pixels)
  - de overgrote meerderheid van PC Engine-computerspellen gebruikt een resolutie van 256×224, hoewel enkele spellen een afwijkende (hogere) resolutie gebruiken.
- Kleur:
  - diepte: 9 bit
  - beschikbare kleuren: 512
  - aantal kleuren op het scherm: maximaal 482 (241 voor de achtergrond en 242 voor sprites)
  - paletten: Maximaal 32 (16 voor de achtergrond en 16 voor sprites)
  - aantal kleuren per palet: maximaal 16
- Sprites:
  - gelijktijdig weergeefbaar: 128 (64 per HuC6270A-processor)
  - grootte: 16×16, 16×32, 32×16, 32×32, 32×64
  - palet: elke sprite kan tot 15 unieke kleuren bevatten (één kleur moet worden gereserveerd als transparant) via een van de 16 beschikbare sprite-paletten.
  - lagen: de twee Hudson Soft HuC6270(A) VDC-processoren kunnen elk één spritelaag weergeven. Sprites konden worden gepositioneerd voor of achter de achtergrondtiles.
- Tegel:
  - groote: 8×8
  - palet: elke achtergrondtegel kan tot 16 unieke kleuren bevatten door middel van een van de 16 beschikbare achtergrondpaletten. De eerste kleur van ieder achtergrondpalet moet hetzelfde zijn voor alle achtergrondpaletten.
  - lagen: de twee Hudson Soft HuC6270(A) VDC-processoren kunnen twee achtergrondlaag weergeven (elke processor één laag).
- Geheugen:
  - werkgeheugen, RAM: 32KB
  - videogeheugen, RAM: 128KB (64KB per HuC6270A VDC)
- Geluid:
  - 6 PSG-geluidskanalen, programmeerbaar via de Hudson Soft HuC6280(A)-processor.
  - in combinatie met de cd-rom-randapparatuur: CD-DA-geluid en een enkel ADPCM kanaal naast de bestaande geluidsmogelijkheden van de PC Engine.
- Spelmedia:
  - HuCard: een dunne gegevensdrager ter grootte van een kredietkaart. De grootste Japanse HuCard-spellen hadden een omvang tot 20Mbit. Naast haar eigen SuperGrafx HuCards is de SuperGrafx achterwaarts compatibel met PC Engine HuCards.
  - CD: de SuperGrafx is compatibel met PC Engine Super cd-rom²-station en kan alle op CD uitgebrachte spellen voor de PC Engine weergeven.
- Aansluitingen:
  - een HuCardsleuf
  - een EXT-BUS-uitbreidingspoort(onder andere voor cd-rom, Tennokoe 2, RAU-30 etc.)
  - een gamepadaansluiting (een standaard mini-DIN-stekker).
  - een stroomspanningsaansluiting
  - een 5 pinsaansluiting voor composiet video- en stereogeluidsweergave
  - een compatibiliteitsmodusschakelaar (modus voor PC Engine en SuperGrafx)
  - een verbeterde I/O-poort (8 pennen voor uitvoer en 4 voor invoer)

## Toebehoren
- een RAU-30 adapter verbindt de SuperGrafx met de IFU-30 cd-rom-interface tray omdat de SuperGrafx vanwege zijn ongebruikelijke vorm niet rechtstreeks past.